# Bálint Nagy István
Bálint Nagy István (Makó, 1893. január 1. – Szeged, 1931. december 2.) magyar fül-orr-gégész, orvostörténész, a szegedi egyetem magántanára.

## Életpályája
Bálint József és Felberbauer Rozália fia. Édesapja hétgyermekes, református vallású szabómester volt. 1912-ben érettségizett a Makói József Attila Gimnáziumban Gebe Mihály osztályában. A budapesti egyetem orvoskarán folytatta tanulmányait. Az első világháború alatt a 46. gyalogezred egészségügyi katonájaként szolgált, majd a szegedi hadikórházban dolgozott. Ezután a csepeli hadikórházba került, ahol műtőorvos volt, majd Makón szigorló gyakornokként látta el a kórház betegeit. Az orvosi diploma megszerzése után a budapesti fülklinika tanársegédje volt 1920–1922 között. Doktori címét 1922-ben kapta meg. 1923-ban a makói kórház fül-, orr-, gégeosztályának főorvosa volt. 1925-től orvostörténeti kutatásokat végzett. 1928–1929-ben Bécsben a Collegium Hungaricum ösztöndíjasa volt. 1931-ben Szegeden egyetemi magántanári képesítést szerzett. Orvosi hivatásának lett áldozata, betegkezeléskor fertőzést szenvedett el és vérmérgezésben halt meg 1931. december 2-án Szegeden.
Sírja a makói Református ótemetőben található.

### Magánélete
Felesége Husztik Anna volt (–1998). Egy fiuk született: Miklós (1924–?).

## Művei
- Mandulakő esete (Orvosi Hetilap, 1926)
- Tapasztalatok a nyelőcső lúgmérgezés okozta szűkületeinek korai és kései kezeléséről (Orvosi Hetilap, 1927)
- Kolerajárványok Csanád vármegyében (1928)
- A boszorkányok gyógyító és rontó kuruzslásairól (Orvosi Hetilap, 1928)
- Boszorkányüldözés Magyarországon (Orvosi Hetilap, 1928)
- Tapasztalatok a mandulaműtét utáni vérzéscsillapításról (Orvosi Hetilap, 1928)
- A szájsebzések ellátása (Gulácsy Zoltánnal, 1929)
- Az influenza története